# Eduard von Nolde

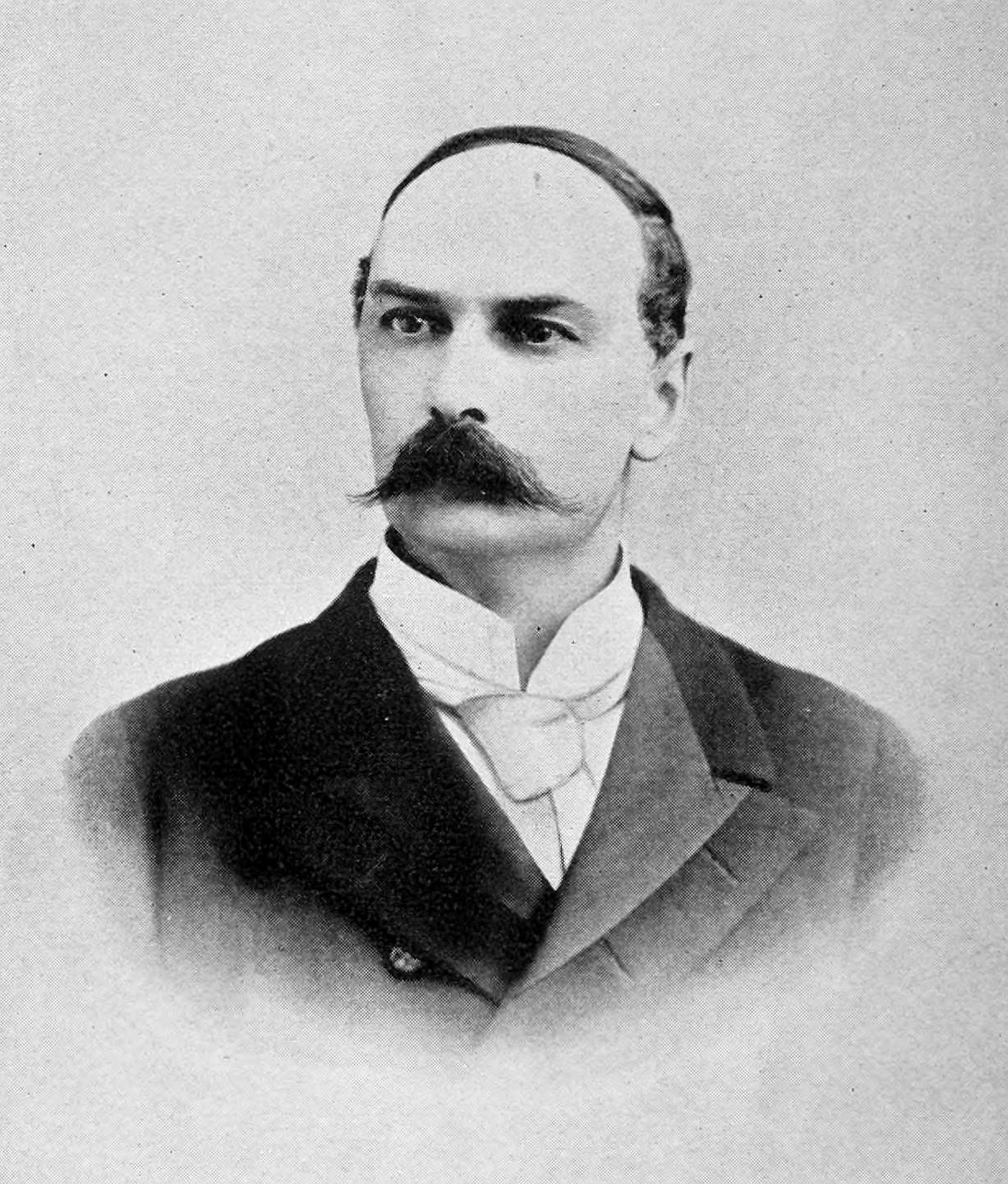
Eduard Nolde

Baron Eduard von Nolde (* 16. April 1849 in Kaletten (Kalēti) (bei Libau); † 11. März 1895 in London) war ein deutsch-baltischer Abenteurer und Reisender.

## Leben
Seine Eltern waren der kurländische Rittergutsbesitzer Ferdinand Nolde (1812–1890) und Henriette Zismer (1816–1888). Nach der Schule trat Nolde 1870 in das Leibgarde-Ulanen-Regiment in Warschau ein, verließ dieses aber nach einem Jahr und nahm danach bis 1876 als Freiwilliger am Dritten Carlistenkrieg teil. Nach einem kurzen Aufenthalt in Südamerika trat er 1879 in den russischen Staatsdienst ein. Ab 1888 begann er Reisen in den Orient und Afrika zu unternehmen.

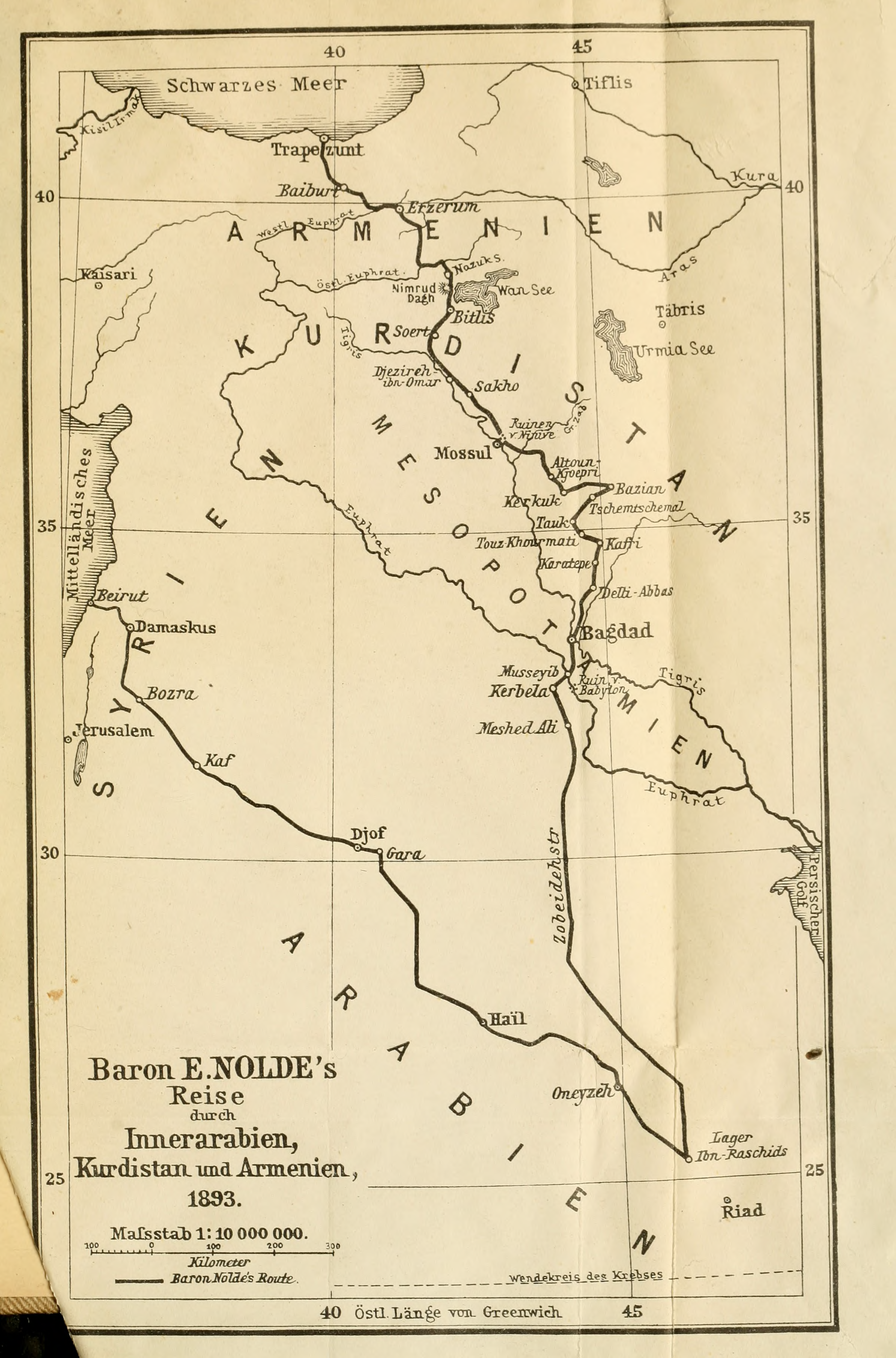
Nolde's Reiseroute durch Innerarabien, Kurdistan und Armenien 1893

Am 1. Januar 1893 brach er von Damaskus aus zu seiner Reise nach Innerarabien auf. Auf einer etwas östlicheren Route als seine Vorgänger Anne Blunt (1837–1917), Charles Huber (1837–1884) und Julius Euting (1839–1913) durchquerte er die Wüste Nefud nach Hail und rückte über Unaizah bis zu einem Lager des damaligen Emirs von Dschebel Schammar, Muhammad bin Abdullah Al Raschid, vor. Auf der Sobeideh-Straße zog er nach Mesopotamien und kam über Bagdad, Mosul, Bitlis und Erzerum nach Trapezunt. Bevor Nolde einige Tage später am 11. März 1895 in London sich das Leben nahm, bat er Richard Andree sich um die Veröffentlichung seines Reiseberichts zu kümmern. Karl May (1842–1912) gehörte zu den Lesern dieses Berichts: sein Wüstenreisender aus „Am Jenseits“ (1899) und der Scheik Jamir von den Hamawand-Kurden aus „Im Reiche des silbernen Löwen“ (Teil II: „Bei den Trümmern von Babylon“, 1898) stammen aus dem Reisebericht Noldes.

## Schriften
- Reise nach Innerarabien, Kurdistan und Armenien 1892. Friedrich Vieweg und Sohn, Braunschweig 1895. Digitalisat: . Neudruck: Olms, Hildesheim, Zürich, New York 2004, ISBN 3-487-12623-0.
- Durch Armenien und Kurdistan. Mit Champagner auf Karawanenpfaden 1892. Hrsg. Helmut Arndt. Edition Erdmann, Lenningen 2007, ISBN 978-3-86503-046-7.